# Brandon Prust
Brandon Prust (né le 16 mars 1984 à London dans la province d'Ontario au Canada) est un joueur professionnel canadien de hockey sur glace.

## Biographie

### Carrière de joueur

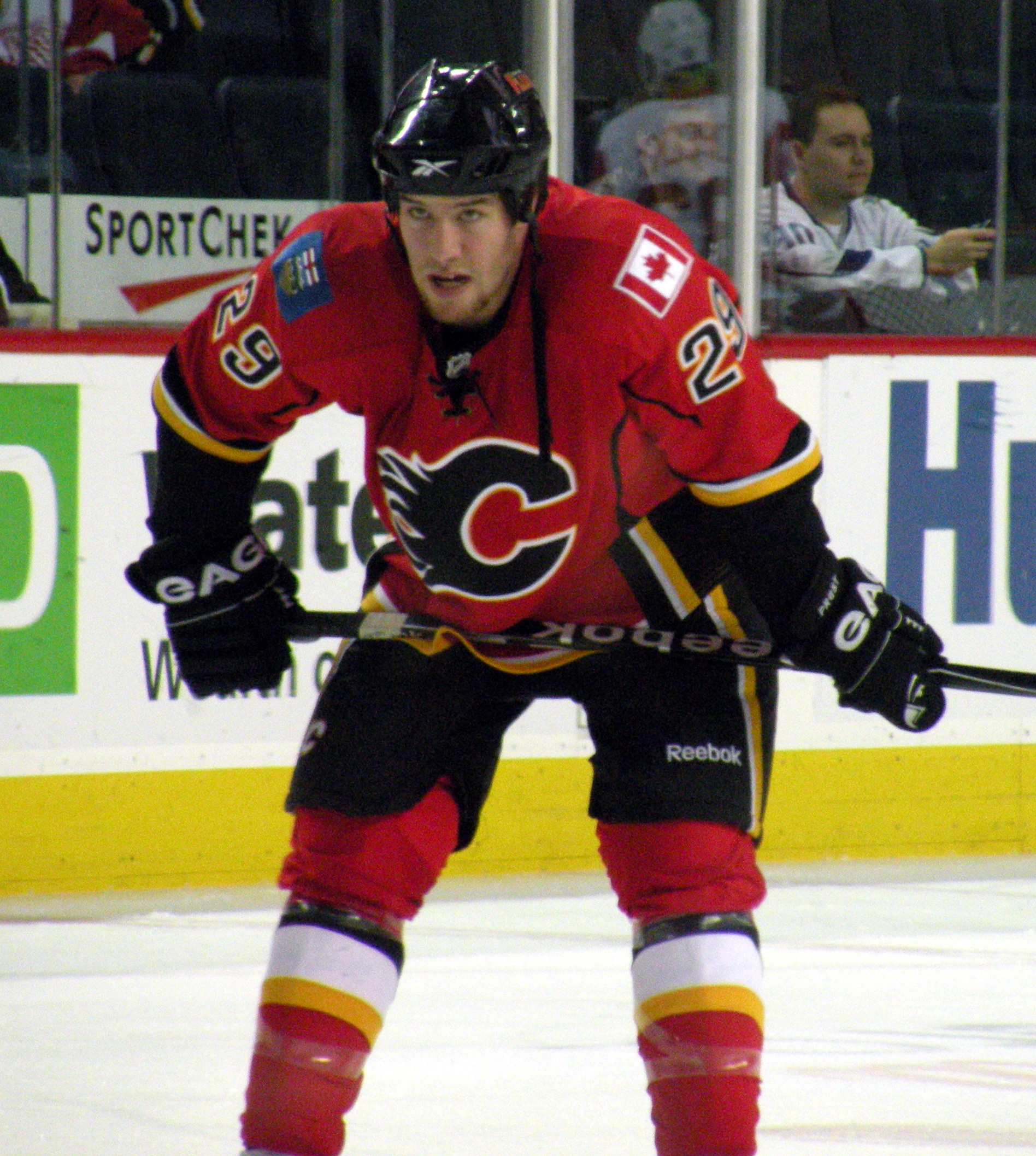
Prust avec les Flames de Calgary

Au terme de sa deuxième saison avec les Knights de London de la Ligue de hockey de l'Ontario, il a été repêché au troisième tour, au 70e rang par les Flames de Calgary au repêchage d'entrée de 2004 dans la Ligue nationale de hockey. En 2003-2004, il est le troisième joueur le plus pénalisé avec 269 minutes. Les Knights remportent la coupe J.-Ross-Robertson du champion des séries éliminatoires la saison suivante.
Prust devient professionnel en jouant pour les Ak-Sar-Ben Knights d'Omaha, franchise associée aux Flames dans la Ligue américaine de hockey, et est le meneur de l'équipe avec 294 minutes de pénalité. La saison suivante, il joue 63 matchs avec les Ak-Sar-Ben Knights et fait ses débuts dans la LNH le 1er novembre 2006 avec les Flames. Il a été aligné à dix matchs cette saison pour aucun point avant d'être renvoyé dans la ligue américaine. Il est encore une fois le meneur sur les minutes de pénalité avec 211.
En 2007-2008, il joue sa saison entière dans la LAH avec les Flames de Quad City pour 248 minutes de punition en 79 rencontres. En 2008-2009, il récolte son premier point dans la LNH qui est une aide sur le but d'André Roy lors du match des Flames contre les Canucks de Vancouver le 11 octobre 2008. Le 25 octobre, il marque son premier but contre les Coyotes de Phoenix. Le 5 décembre contre les Blues de Saint-Louis, il s'est fracturé la mâchoire après un coup de coude de Cam Janssen et manque 32 matchs.
Le 4 mars 2009, il est échangé aux Coyotes de Phoenix avec Matthew Lombardi et un choix de premier tour en 2009 contre Olli Jokinen. Après onze matchs dans le désert de l'Arizona, il retourne aux Flames le 27 juin contre Jim Vandermeer.
Après 43 matchs avec Calgary, il est échangé le 2 février 2010 aux Rangers de New York avec Olli Jokinen contre Christopher Higgins et Aleš Kotalík. En 2010-2011, il connaît sa meilleure saison offensive dans la ligue en marquant 13 buts et 29 points avec les Rangers. La saison suivante, avec 20 combats, il est le joueur s'étant le plus battu à égalité avec Shawn Thornton des Bruins de Boston.
Le 1er juillet 2012, il signe un contrat de quatre saisons avec les Canadiens de Montréal.
Le 1er juillet 2015, il est échangé aux Canucks de Vancouver en retour de Zack Kassian et d'un choix de cinquième tour en 2016.

### Vie privée
Il se marie avec Maripier Morin en 2017 avec laquelle il se sépare en 2019.

## Statistiques
| Saison     | Équipe                     | Ligue          |     | Saison régulière | Saison régulière | Saison régulière | Saison régulière | Saison régulière |   | Séries éliminatoires | Séries éliminatoires | Séries éliminatoires | Séries éliminatoires | Séries éliminatoires |
| Saison     | Équipe                     | Ligue          | PJ  | B                | A                | Pts              | Pun              | PJ               | B | A                    | Pts                  | Pun                  |                      |                      |
| 2001-2002  | Nationals de London        | GOJHL          | 52  | 17               | 35               | 52               | 38               | -                | - | -                    | -                    | -                    |                      |                      |
| 2002-2003  | Knights de London          | LHO            | 62  | 12               | 17               | 29               | 94               | 14               | 2 | 1                    | 3                    | 21                   |                      |                      |
| 2003-2004  | Knights de London          | LHO            | 64  | 19               | 33               | 52               | 269              | 15               | 7 | 13                   | 20                   | 33                   |                      |                      |
| 2004-2005  | Knights de London          | LHO            | 48  | 10               | 20               | 30               | 174              | 15               | 3 | 5                    | 8                    | 71                   |                      |                      |
| 2005       | Knights de London          | Coupe Memorial | -   | -                | -                | -                | -                | 4                | 0 | 1                    | 1                    | 11                   |                      |                      |
| 2005-2006  | Ak-Sar-Ben Knights d'Omaha | LAH            | 79  | 12               | 14               | 26               | 294              | -                | - | -                    | -                    | -                    |                      |                      |
| 2006-2007  | Ak-Sar-Ben Knights d'Omaha | LAH            | 63  | 17               | 10               | 27               | 211              | 6                | 0 | 3                    | 3                    | 20                   |                      |                      |
| 2006-2007  | Flames de Calgary          | LNH            | 10  | 0                | 0                | 0                | 25               | -                | - | -                    | -                    | -                    |                      |                      |
| 2007-2008  | Flames de Quad City        | LAH            | 79  | 10               | 27               | 37               | 248              | -                | - | -                    | -                    | -                    |                      |                      |
| 2008-2009  | Flames de Calgary          | LNH            | 25  | 1                | 1                | 2                | 79               | -                | - | -                    | -                    | -                    |                      |                      |
| 2008-2009  | Coyotes de Phoenix         | LNH            | 11  | 0                | 1                | 1                | 29               | -                | - | -                    | -                    | -                    |                      |                      |
| 2009-2010  | Flames de Calgary          | LNH            | 43  | 1                | 4                | 5                | 98               | -                | - | -                    | -                    | -                    |                      |                      |
| 2009-2010  | Rangers de New York        | LNH            | 26  | 4                | 5                | 9                | 65               | -                | - | -                    | -                    | -                    |                      |                      |
| 2010-2011  | Rangers de New York        | LNH            | 82  | 13               | 16               | 29               | 160              | 5                | 0 | 1                    | 1                    | 4                    |                      |                      |
| 2011-2012  | Rangers de New York        | LNH            | 82  | 5                | 12               | 17               | 156              | 19               | 1 | 1                    | 2                    | 31                   |                      |                      |
| 2012-2013  | Canadiens de Montréal      | LNH            | 38  | 5                | 9                | 14               | 110              | 4                | 0 | 1                    | 1                    | 14                   |                      |                      |
| 2013-2014  | Canadiens de Montréal      | LNH            | 52  | 6                | 7                | 13               | 121              | 13               | 0 | 2                    | 2                    | 32                   |                      |                      |
| 2014-2015  | Canadiens de Montréal      | LNH            | 82  | 4                | 14               | 18               | 134              | 12               | 1 | 3                    | 4                    | 35                   |                      |                      |
| 2015-2016  | Canucks de Vancouver       | LNH            | 35  | 1                | 6                | 7                | 59               | -                | - | -                    | -                    | -                    |                      |                      |
| 2015-2016  | Comets d'Utica             | LAH            | 9   | 1                | 6                | 7                | 5                | -                | - | -                    | -                    | -                    |                      |                      |
| 2016-2017  | Nürnberg Ice Tigers        | DEL            | 29  | 3                | 5                | 8                | 67               | 11               | 2 | 4                    | 6                    | 51                   |                      |                      |
| Totaux LNH | Totaux LNH                 | Totaux LNH     | 486 | 40               | 75               | 115              | 1 036            | 53               | 2 | 8                    | 10                   | 116                  |                      |                      |

## Trophées et honneurs personnels
- 2004-2005 : remporte la Coupe J.-Ross-Robertson avec les Knights de London
- 2005 : remporte la Coupe Memorial avec les Knights de London
- 2012-2013 : remporte le trophée Jacques-Beauchamp avec les Canadiens de Montréal